# Иван Шаиновић
Иван Шаиновић (р. 30. јануара 1974. у Београду) је српски илустратор, стрипски цртач и концепт-артиста.
Радио је дизајн и концепт-арт за компјутерске игре, конзоле и за филм Алексе Гајића Technotise: Едит и ја.
Ради стрипове и илустрације. Био колориста на серијалима „Фактор 4“ сценаристе Милана Коњевића и цртача Антоана Симића, као и на серијалу „Вековници“ сценаристе Марка Стојановића.
У студију С. О. К. О. по сценаријима Зорана Стефановића ради за магазин Динамит серијал „Капетан Зоран“ по роману Љубомира Дамњановића (Повратак капетана Зорана).